# Culcha Candela
I Culcha Candela sono un gruppo musicale tedesco di dancehall, provenienti da Berlino, formatisi nel 2001. I loro testi spaziano da temi politici, come "Una Cosa" o "Schöne, neue Welt" a temi più leggeri, come "Partybus". Il nome Culcha Candela può essere tradotto in italiano come cultura calda o cultura luminosa.

## Storia
I Culcha Candela si sono formati a Berlino dai fondatori Johnny Strange, Itchyban e Lafrotino; più tardi s'unirono a loro i cantanti Larsito, Mr. Reedoo, Don Cali e DJ Chino con Estilo.
La differente provenienza dei membri portò loro a comporre brani in  tedesco, inglese, spagnolo e Patois; questo multiculturalismo si rende, dunque, evidente nei video musicali, ma anche nel sito Internet ufficiale del gruppo (la cui lingua principale è il tedesco, ma ha versioni anche in inglese e spagnolo).

## Discografia

### Album
| Anno | Album                 | Posizione in classifica | Posizione in classifica | Posizione in classifica | Certificazioni                   |
| Anno | Album                 | GER                     | AT                      | CH                      | Certificazioni                   |
| ---- | --------------------- | ----------------------- | ----------------------- | ----------------------- | -------------------------------- |
| 2004 | Union Verdadera       | 52                      | –                       | –                       |                                  |
| 2005 | Next Generation       | 20                      | 73                      | –                       |                                  |
| 2007 | Culcha Candela        | 6                       | 35                      | 23                      | GER: Disco d'Oro                 |
| 2008 | Culcha Candela - Live | –                       | 59                      | 67                      |                                  |
| 2009 | Schöne neue Welt      | 8                       | 26                      | 12                      | CH: Disco d'Oro GER: Disco d'Oro |
| 2010 | Das Beste             | 18                      | 20                      | 28                      |                                  |
| 2011 | Flätrate              | 15                      | 44                      | 25                      |                                  |

### Singoli
| Anno | Titolo                                 | Posizione in classifica | Posizione in classifica | Posizione in classifica | Posizione in classifica | Posizione in classifica | Posizione in classifica | Album            | Certificazioni                   |
| Anno | Titolo                                 | GER                     | DAC                     | AT                      | CH                      | LUX                     | EU                      | Album            | Certificazioni                   |
| ---- | -------------------------------------- | ----------------------- | ----------------------- | ----------------------- | ----------------------- | ----------------------- | ----------------------- | ---------------- | -------------------------------- |
| 2004 | In Da City                             | 65                      | –                       | –                       | –                       | –                       | –                       | Union Verdadera  |                                  |
| 2005 | Union Verdadera                        | 90                      | –                       | –                       | –                       | –                       | –                       | Union Verdadera  |                                  |
| 2005 | Next Generation                        | 86                      | –                       | –                       | –                       | –                       | –                       | Next Generation  |                                  |
| 2006 | Follow Me (Culcha Candela feat. Maliq) | 64                      | –                       | –                       | –                       | –                       | –                       | Next Generation  |                                  |
| 2007 | Hamma!                                 | 1                       | 4                       | 3                       | 13                      | 3                       | 8                       | Culcha Candela   | GER: Disco di Platino            |
| 2007 | Ey DJ                                  | 7                       | –                       | 15                      | 75                      | –                       | 21                      | Culcha Candela   |                                  |
| 2008 | Chica                                  | 21                      | –                       | 46                      | –                       | –                       | 78                      | Culcha Candela   |                                  |
| 2008 | Besonderer Tag                         | 45                      | –                       | –                       | –                       | –                       | –                       | Culcha Candela   |                                  |
| 2009 | Schöne neue Welt                       | 12                      | –                       | 12                      | 27                      | –                       | 47                      | Schöne neue Welt |                                  |
| 2009 | Monsta                                 | 3                       | -                       | 3                       | 8                       | -                       | -                       | Schöne neue Welt | CH: Disco d'Oro GER: Disco d'Oro |
| 2010 | Eiskalt                                | 20                      | -                       | 27                      | -                       | 80                      | -                       | Schöne neue Welt |                                  |
| 2010 | Somma im Kiez                          | 22                      | -                       | 36                      | -                       | –                       | -                       | Schöne neue Welt |                                  |
| 2010 | Move It                                | 7                       | -                       | 8                       | 49                      | –                       | 30                      | Das Beste        |                                  |
| 2011 | Berlin City Girl                       | 11                      | -                       | 28                      | 47                      | –                       | -                       | Das Beste        |                                  |
| 2011 | Hungry Eyes                            | 18                      | -                       | 26                      | 44                      | –                       | -                       | Flätrate         |                                  |
| 2012 | Wildes Ding                            | 11                      | -                       | 17                      | 54                      | –                       | -                       | Flätrate         |                                  |
| 2012 | Von allein                             | 15                      | -                       | 3                       | 35                      | –                       | -                       | Flätrate         |                                  |

### Altro
| Anno | Titolo           | Posizione in classifica | Posizione in classifica | Posizione in classifica | Posizione in classifica | Posizione in classifica | Posizione in classifica | Album       | Certificazioni |
| Anno | Titolo           | GER                     | DAC                     | AT                      | CH                      | LUX                     | EU                      | Album       | Certificazioni |
| ---- | ---------------- | ----------------------- | ----------------------- | ----------------------- | ----------------------- | ----------------------- | ----------------------- | ----------- | -------------- |
| 2010 | Schaun das Schaf | -                       | –                       | –                       | –                       | –                       | –                       | Non-Release |                |